# 小行星46095
小行星46095（46095 Frédérickoby）是一颗绕太阳运转的小行星，为主小行星带小行星。该小行星于2001年3月15日发现。
該小行星以瑞士眼科和古生物學家弗雷德里克·愛德華·科比（Frédéric Édouard Koby）命名。

## 轨道参数
小行星46095的轨道半长轴为3.1704882 UA，离心率为0.073。